# Campaña de la Aceituna
La "Ofensiva de la Aceituna" (también denominada como Campaña de la Aceituna) es como se conoce al conjunto de operaciones bélicas que tuvieron lugar entre las provincias de Córdoba y Jaén en diciembre de 1936. Esta campaña militar comenzó cuando las fuerzas del bando sublevado, al mando del General Queipo de Llano, emprendieron una ofensiva en la zona del Alto Guadalquivir que pretendía adentrarse hasta el interior de la Provincia de Jaén. Las fuerzas del Ejército Popular de la República hubieron de retirarse, aunque la XIV Brigada Internacional emprendió importantes contraataques en la Batalla de Lopera, tras la cual se estabilizó el frente bélico.

## Antecedentes
A principios de diciembre de 1936, el General Queipo de Llano preparó una ofensiva en la provincia de Córdoba con la que capturar la zona jienense de olivares que había Andújar en tanto que también pretendía auxiliar y romper el sitio de los asediados en el Santuario Nuestra Señora de la Cabeza, que se encontraban cercados por los republicanos desde el verano anterior.

## Desarrollo de las operaciones
Las fuerzas de Queipo de Llano (Ejército de Operaciones del Sur) empezaron los preparativos de su ofensiva el 13 de diciembre, con 2.000 requetés y regulares marroquíes del Ejército de África. Los mandos republicanos de los sectores de la zona ya venían advirtiendo la posibilidad de un reciente ataque, lo que acabó sucediendo con los primeros ataques sobre Albendín el día 15. Las columnas sublevadas de Redondo y Gómez Cobián encontraron mayor resistencia de la prevista, por lo que el avance se ralentizó. Aun así, el día 19 cayeron las localidades de Cañete de las Torres y Valenzuela, precipitándose la retirada republicana.

### Se derrumba el frente republicano
El 20 de diciembre los sublevados de la Columna Redondo ocuparon Bujalance, cuya caída marcó el inicio empeoramiento de la situación militar de los republicanos. A la caída de esta localidad, una tercera columna partió de Córdoba y en los días sucesivos ocupó las localidades de Pedro Abad, El Carpio, Villafranca, Adamuz y Morente. El coronel Hernández Saravia dice en sus informes al Estado Mayor republicano que las desbandadas se debían a la actuación de las distintas milicias que cubrían el frente, al tiempo que la aviación de los sublevados domina completamente el aire. La República decidió entonces lanzar una contraofensiva a lo que consideraba un ataque enemigo de poca importancia, al tiempo que acaba de formarse un nuevo Ejército republicano del Sur bajo el mando del General Martínez-Monje. Para la ocasión, la XIV Brigada Internacional fue enviada desde el Frente de Madrid al Frente de Córdoba. La presión de las columnas de Queipo de Llano siguió presionando el sector de Montoro y las milicias que cubrían la zona terminaron en una nueva desbandada, cruzando el río Guadalquivir de forma desordenada. Las fuerzas que se retiraban desde El Carpio y Villafranca hubieron de hacerse cargo de la defensa en Montoro.
El 22 de diciembre llegó al frente una compañía de la XIV Brigada Internacional que fue enviada a la zona de Villa del Río para un reconocimiento. Se trataba de la 9.ª Compañía (compuesta aproximadamente por 600 efectivos) que el 24 de diciembre, en medio de una emboscada con fuerzas de la Columna del Comandante Redondo, fue completamente diezmada; Buena parte de sus efectivos murieron en medio de la confusión, mientras otros se ahogaron tratando cruzar el Guadalquivir. Mientras tanto, ese mismo día caían en manos de Queipo de Llano las localidades de Villa del Río y Lopera, y el 25 de diciembre la estratégica localidad de Montoro, donde se hallaba el mando republicano de todo el Sector militar del Guadalquivir en Córdoba.

### Batalla de Lopera
El coronel republicano Segismundo Casado visitó el frente el 23 de diciembre y volvió al Estado Mayor Central convencido de que la situación no era tan grave, salvo por las desbandadas y la baja calidad de las milicias obreras republicanas. El día 24 llegó el grueso de la XIV Brigada Internacional al mando del general Walter, y con Aldo Morandi como jefe de Estado Mayor, y dos días más tarde llegó la 3.ª Brigada Mixta al mando de José María Galán. Ese mismo día comenzó un masivo contraataque republicano en todo el sector. Después de las últimas derrotas, la XIV Brigada Internacional lanzó un importante ataque el día 27 para recuperar la localidad de Lopera, aunque la unidad volvería a sufrir numerosas bajas y no logró sus objetivos. Entre los muertos de las Brigadas Internacionales se encontraban los británicos Ralph Fox y John Cornford, ambos prominentes comunistas en su país. Las bajas de las fuerzas sublevadas también fueron elevadas: entre ellos estaba Pepe "El Algabeño", un torero sevillano que se había metido a falangista y que como ayudante de Queipo de Llano había comandado una de las columnas durante la ofensiva. A pesar de que los ataques republicanos contra Lopera fueron suspendidos el 29 de diciembre, la resistencia republicana obligó a Queipo de Llano a cambiar sus planes e ir reduciendo la intensidad de su ofensiva. Para el día 31 (otras fuentes, como Ramón Salas Larrazábal, señalan el 1 de enero de 1937) los sublevados ocuparon Porcuna y detuvieron finalmente su avance en la zona.

## Consecuencias
Como resultado de la Campaña de la Aceituna, los rebeldes conquistaron unos 1.500 kilómetros cuadrados de tierra fértil y productiva, junto a varias poblaciones, alejando además la latente amenaza republicana que desde agosto existía sobre Córdoba. No obstante, éstos sufrieron un gran número de muertos y heridos, teniendo que detener su avance en la Provincia de Jaén. Tras el fracaso de la acción en Lopera, André Marty se presentó en el cuartel general del General Walter, y el comandante Gaston Delasalle, jefe del Batallón "La Marseillaise", fue acusado de espionaje y fusilado.
A pesar de la estrepitosa derrota en Lopera de los brigadistas, el avance hacia Andújar y Jaén capital fue detenido, manteniéndose definida la línea del frente hasta el final de la contienda. Tampoco se consiguió romper el Asedio del Santuario de Nuestra Señora de la Cabeza, cuyos defensores continuaban cercados y en una situación cada vez más precaria.